# Amphinecta decemmaculata
Amphinecta decemmaculata là một loài nhện trong họ Amphinectidae. Loài này phân bố ở New Zealand.